# 西湖饭店
31°15′44″N 121°28′44″E / 31.2622°N 121.4788°E

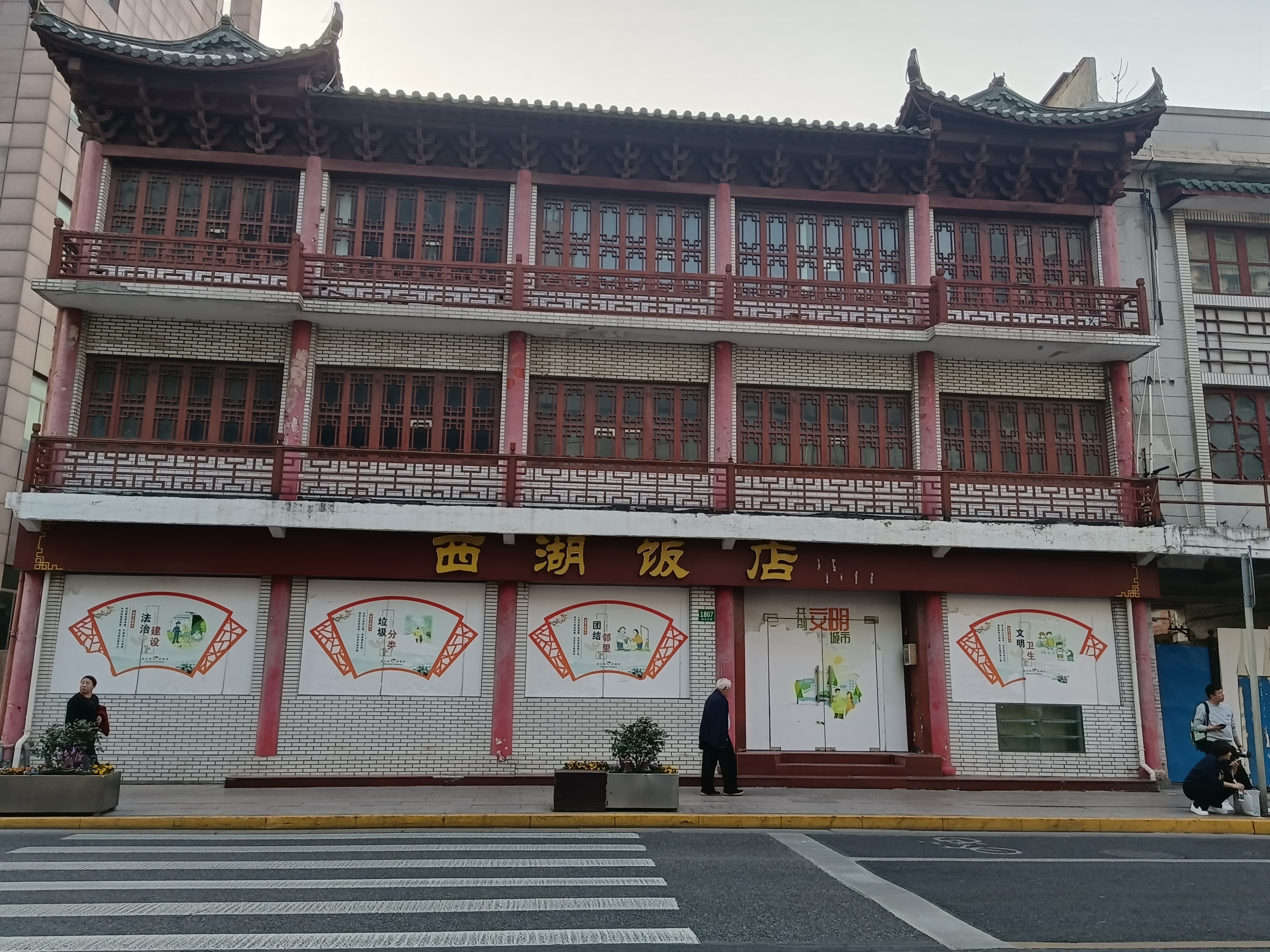
2025年的西湖饭店旧址

西湖饭店是上海市虹口区四川北路历史上的一家饭店，主营杭帮菜。西湖饭店1952年1月开业，位于四川北路1805号，1993年曾重新装修，此后饭店共设地下一层、地上三层，营业面积1200平米:企业选介:名特商店。特色为西湖醋鱼、龙井虾仁等经典杭州菜，东坡肉、清汤鱼圆、虾爆鳝曾评为“上海市名特小吃”:经营特色:虹口区及四川北路，鼎盛时期年营业额达300余万元:名特商店。2011年5月评为第二批“中华老字号”。2018年停业，2020年曾传出“升级换代”筹划，最终未果。2023年移出中华老字号名录。